# Pleškovec
Pleškovec (mađarski Bányahegy) je naselje u Republici Hrvatskoj, u sastavu Općine Sveti Juraj na Bregu, Međimurska županija. U selu je najviši vrh Međimurja - Mohokos (344,4 m).

## Stanovništvo
Prema popisu stanovništva iz 2001. godine, naselje je imalo 451 stanovnika te 137 obiteljskih kućanstava.
| broj stanovnika | 178   | 176   |       |       | 289   | 325   | 310   | 386   | 476   | 524   | 551   | 498   | 465   | 444   | 451   | 471   | 462   |
|                 | 1857. | 1869. | 1880. | 1890. | 1900. | 1910. | 1921. | 1931. | 1948. | 1953. | 1961. | 1971. | 1981. | 1991. | 2001. | 2011. | 2021. |

## Šport
Noćni malonogometni turnir Venera  održava se od 1994.